# Osvaldo Scaburri
Osvaldo Scaburri   (Casnigo, 6 de maig de 1954) és un antic pilot d'enduro italià de renom internacional durant la dècada del 1970. Especialista en petites cilindrades, va ser dues vegades campió d'Europa de 75cc (1977 i 1978). També va guanyar dos campionats d'Itàlia i dues edicions dels Sis Dies Internacionals d'Enduro en la mateixa cilindrada, alhora que va formar part de l'equip italià que va guanyar el vas d'argent als Sis Dies el 1978.

## Palmarès
- 2 Campionat d'Europa d'enduro 75cc (1977-1978)
- 1 Victòria al Vas d'argent dels ISDE (1978, a Värnamo, Suècia)
- 2 Victòries de classe en 75cc als ISDE (1977-1978)
- 2 Campionats d'Itàlia 75cc (1977-1978)